# Castelvecchio (Castel Goffredo)
Castelvecchio (Castellum vetus) è l'antico borgo fortificato di Castel Goffredo, in provincia di Mantova, cinto da mura e fossato. I confini corrispondono attualmente al giardino del Palazzo Gonzaga-Acerbi a nord, a vicolo Remoto e vicolo Cannone a est, a Piazza Mazzini a sud e a piazzetta Castelvecchio e vicolo Castelvecchio a ovest.

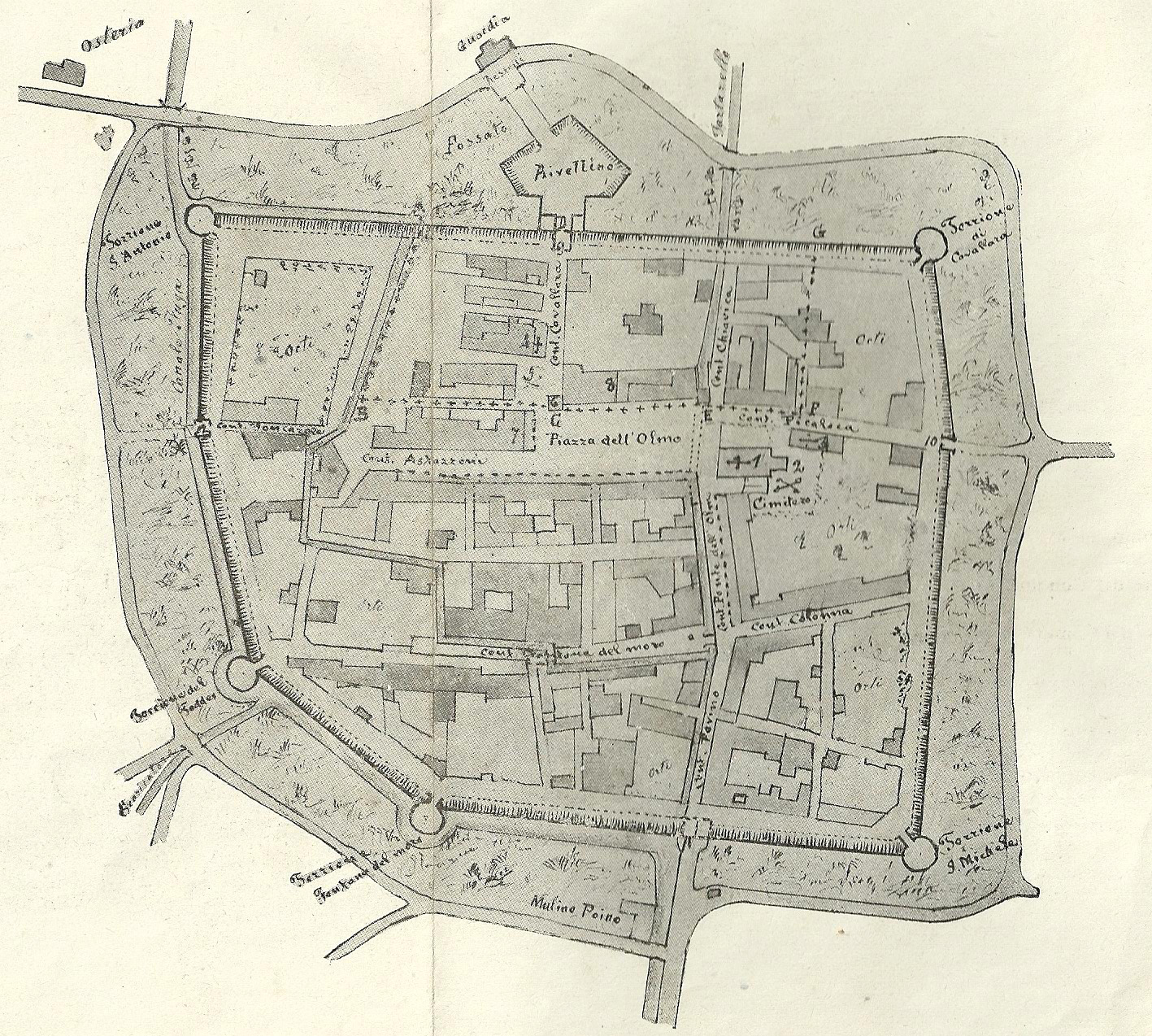
Pianta di Castel Goffredo all'inizio del Cinquecento. Il borgo di “Castelvecchio” è delimitato a nord da crocette

## Storia

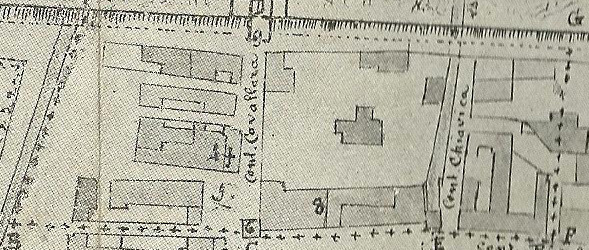
La zona di "Castelvecchio" in una mappa degli inizi del Cinquecento.

Il primo nucleo urbano di Castel Goffredo, cinto da mura e fossato, si formò probabilmente entro le rovine del castrum romano e verrà chiamato Castellum vetus, ovvero “Castelvecchio”.
Edificato tra il 900 e il 1000, del borgo si parla in un documento del 12 giugno 1480 nel quale Ludovico Gonzaga, vescovo di Mantova e signore di Castel Goffredo, stipulò degli accordi con il comune sul possesso di alcune terre del luogo.
Nell'atto di sottomissione della città ai Gonzaga di Mantova datato 1337 a rogito del notaio De Gandulfis, viene citato il paese col nome di “castello delle terre di Castro Guyfredo”.

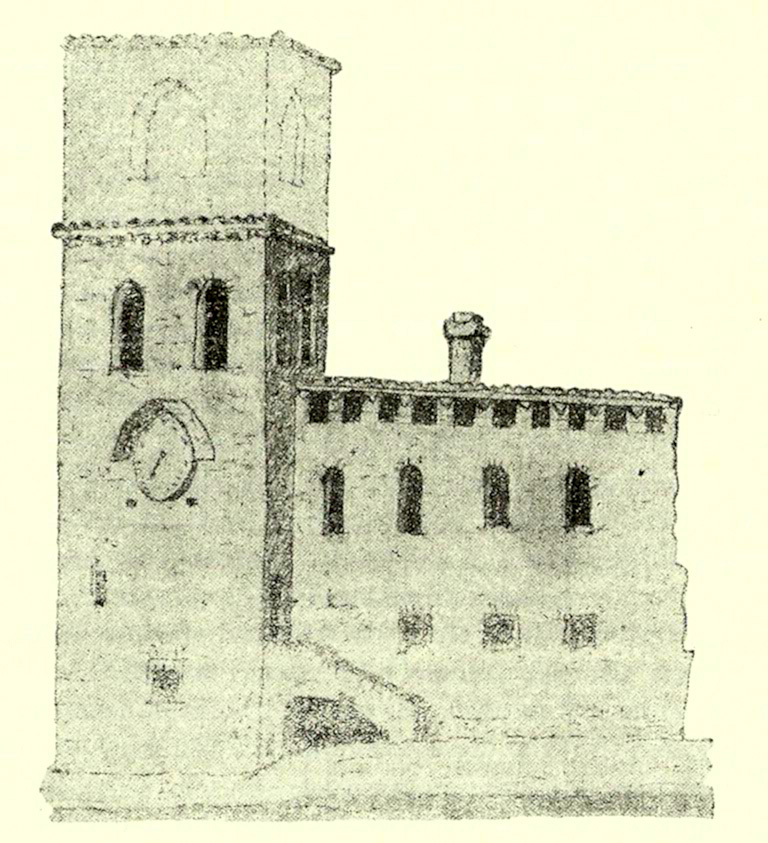
Ricostruzione della Torre civica che chiudeva il borgo di “Castelvecchio” (1492)

Un vicolo di "Castelvecchio" è stato intitolato a Carlo V, imperatore del Sacro Romano Impero, a ricordo della sua visita del 28 giugno 1543 al marchese Aloisio Gonzaga.
Dell'antico borgo facevano parte anche: 
- Il castello medievale, ora scomparso;[9]
- la Chiesa di Santa Maria del Consorzio, la più antica della città, abbattuta nel 1986, della quale si conserva ancora il campanile quattrocentesco e l'abside affrescata;
- la Casa Prignaca;
- la Torre civica, alta 27 metri, che fungeva di porta d'accesso (chiamata porta castelli veteri)[10] e chiudeva l'accesso a Castelvecchio;
- il Palazzo Gonzaga-Acerbi;
- il Torrazzo;
- Piazza Gonzaga;
- Contrada Cavallara
- Piazza Castelvecchio;
- le antiche mura;
- il rivellino
- la Rocca.

Nel 1999, il borgo Castelvecchio è stato ristrutturato dall'architetto e artista castellano Stefano Santi. Il progetto ha visto la risistemazione della pavimentazione e dei sottoservizi, e l'aggiunta del piccolo anfiteatro in piazza.

## Galleria d'immagini

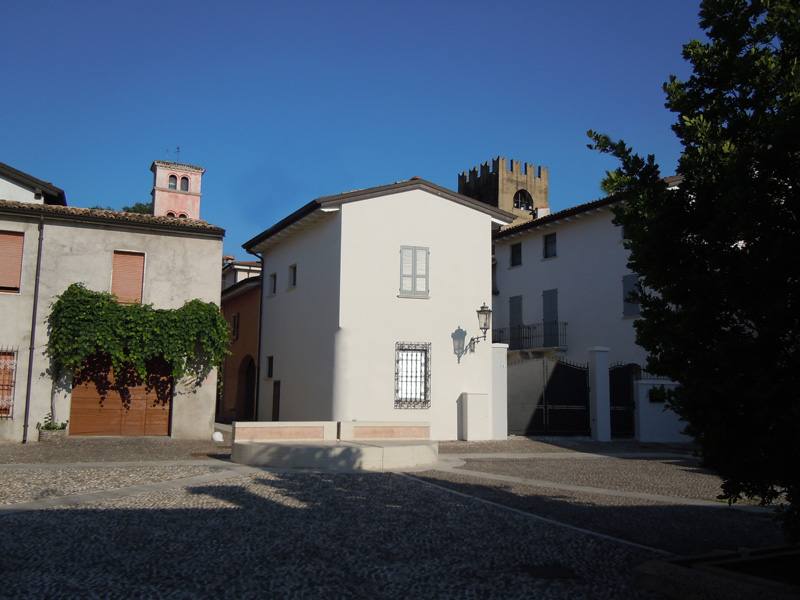
Piazza Castelvecchio
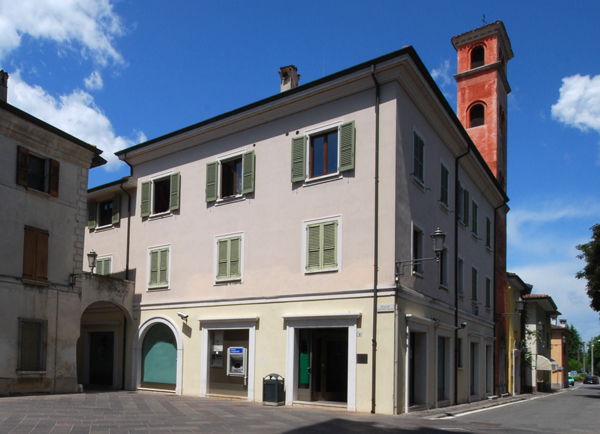
Piazza Gonzaga
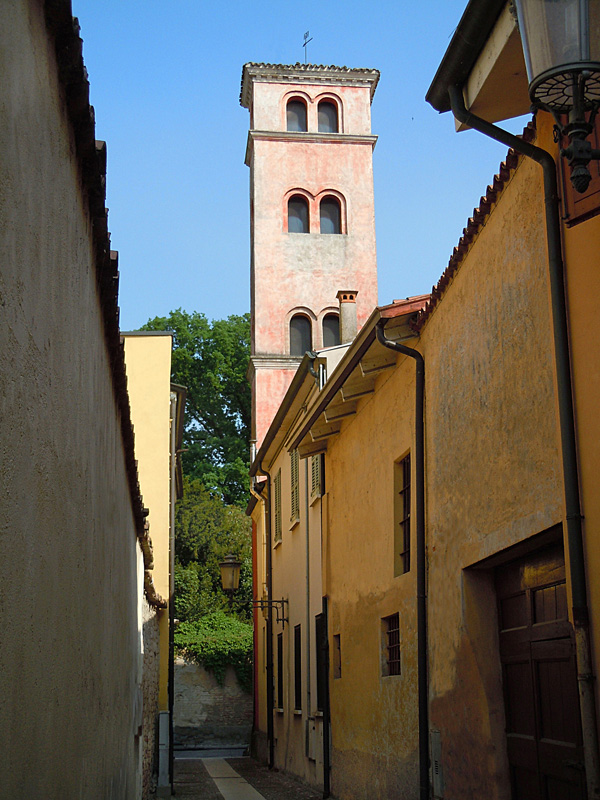
Vicolo Carlo V in "Castelvecchio" con il campanile della Chiesa di Santa Maria del Consorzio
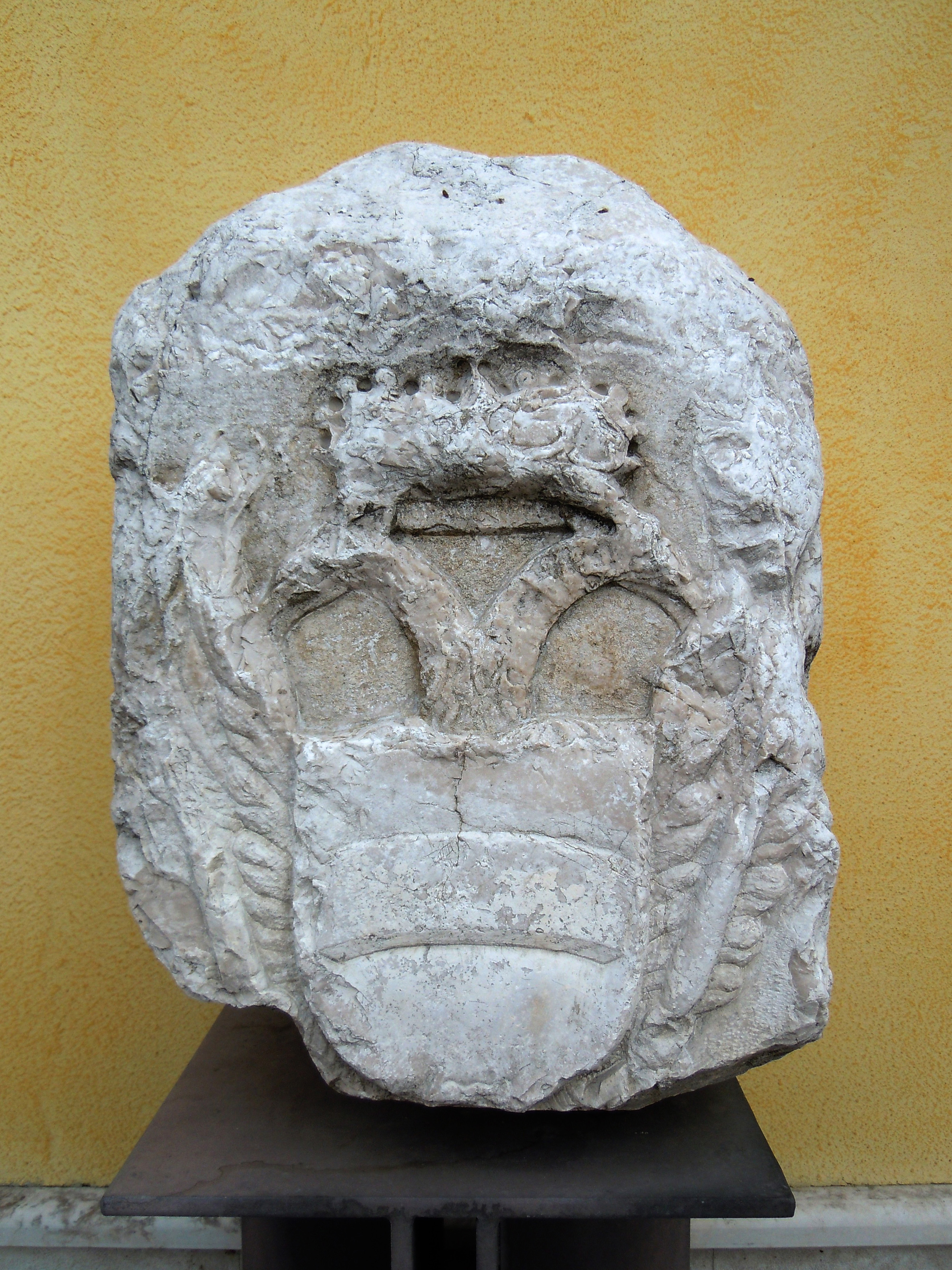
Frammento di cippo confinario austriaco del 1756 delimitante la Repubblica di Venezia e l'Impero d'Austria
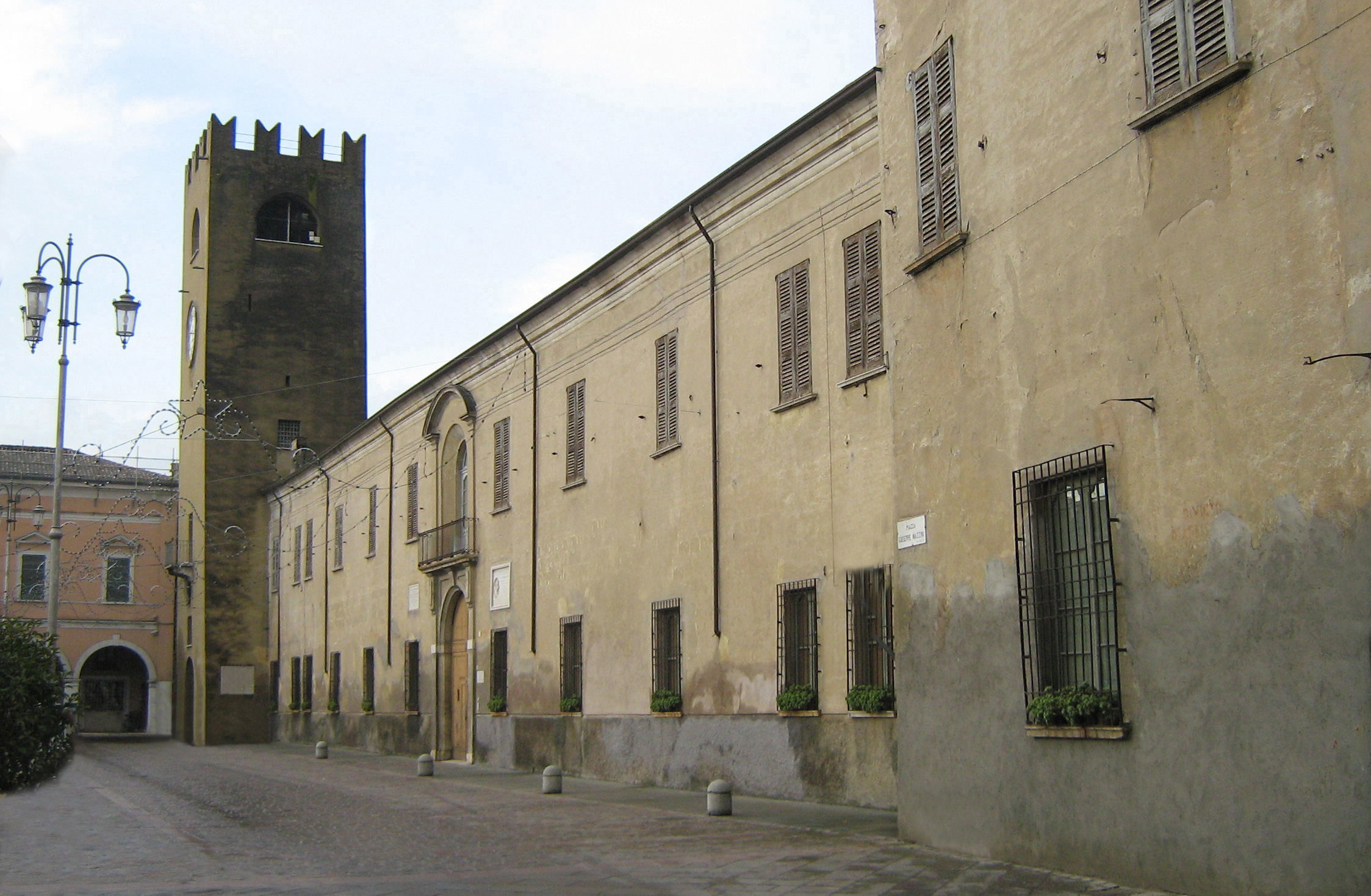
Palazzo Gonzaga-Acerbi
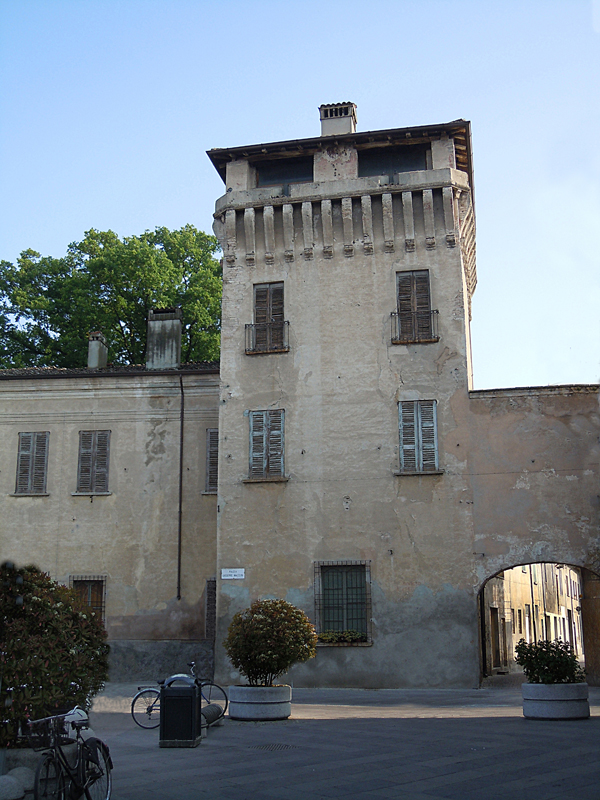
Torrazzo
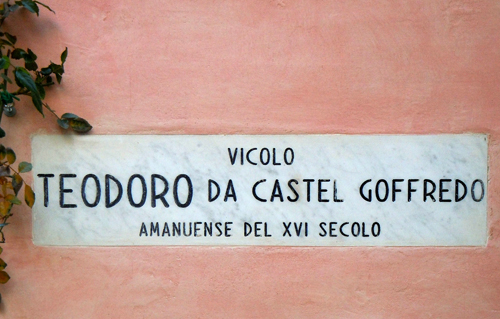
Vicolo Teodoro da Castel Goffredo